# 朱在𨬂
義寧王朱在𨬂（1568年—？）是明代周惠王朱同䥝庶四子義寧昭安王朱安涘之玄孫，義寧榮懿王朱睦櫸之曾孫，義寧恭簡王朱勤𤑐之孫，義寧莊恪王朱朝墷庶一子。隆慶二年劉夫人生，萬曆五年封長孫。二十二年襲封義寧王。